# جیسون بغه
جیسون بغه (به انگلیسی: Jason Beghe) (زاده ۱۲ مارس ۱۹۶۰) بازیگر آمریکایی است.
از فیلم‌های معروف او می‌توان به بازی در فیلم سه روز آینده، میمون می‌درخشد و اطلس شورید: قسمت دوم اشاره کرد.